# Mezamor (Dorf)
Mezamor (armenisch Մեծամոր, bis 1946 Ghamarlu) ist eine ländliche Gemeinde in der Provinz Armawir in Armenien. Das Dorf liegt 11 km südlich von Wagharschapat (Etschmiadsin) am Ufer des gleichnamigen Flusses Mezamor. Zu Zeiten der Sowjetunion lag Metsamor im Rajon Etschmiadsin der Armenischen SSR.
Im Jahre 2009 hatte Mezamor 1410 Einwohner.